# Avesta (Suécia)
Avesta é uma cidade da região de Svealândia, província da Dalecárlia, condado da Dalecárlia e comuna de Avesta, onde é sede.
Está situada a 20 km a sudeste da cidade de Hedemora, junto ao Rio Dal e às estradas nacionais 68 e 70. Possui 14,2 quilômetros quadrados e segundo censo de 2018, havia 16 468 habitantes.